# Moredun Creek
Moredun Creek är ett vattendrag i Australien. Det ligger i delstaten New South Wales, i den sydöstra delen av landet, omkring 410 kilometer norr om delstatshuvudstaden Sydney.
I omgivningarna runt Moredun Creek växer huvudsakligen savannskog. Runt Moredun Creek är det mycket glesbefolkat, med 2 invånare per kvadratkilometer. Genomsnittlig årsnederbörd är 858 millimeter. Den regnigaste månaden är januari, med i genomsnitt 120 mm nederbörd, och den torraste är maj, med 32 mm nederbörd.